# Municipio de Gill (Dakota del Norte)
El municipio de Gill (en inglés: Gill Township) es un municipio ubicado en el condado de Cass en el estado estadounidense de Dakota del Norte. En el año 2010 tenía una población de 117 habitantes y una densidad poblacional de 1,25 personas por km².

## Geografía
El municipio de Gill se encuentra ubicado en las coordenadas 46°50′36″N 97°21′23″O / 46.84333, -97.35639. Según la Oficina del Censo de los Estados Unidos, el municipio tiene una superficie total de 93.26 km², de la cual 93,14 km² corresponden a tierra firme y (0,13 %) 0,12 km² es agua.

## Demografía
Según el censo de 2010, había 117 personas residiendo en el municipio de Gill. La densidad de población era de 1,25 hab./km². De los 117 habitantes, el municipio de Gill estaba compuesto por el 100 % blancos. Del total de la población el 0 % eran hispanos o latinos de cualquier raza.